# Бжовская, Ядвига
Ядвига Бжовская (пол. Jadwiga Brzowska, иногда Бжовская-Межан, фр. Méjean; 1830, Варшава — 1886, Париж) — польская пианистка.
Дочь и ученица композитора Юзефа Бжовского, композицией также занималась под руководством Кароля Курпиньского. Дебютировала сольным концертом в Варшаве в 1840 году, в возрасте 10 лет, после чего регулярно выступала в различных польских городах: в частности, в 1843 г. дала концерт из произведений Листа и Тальберга в университете Бреслау. В 1850-е гг. концертировала в Германии, Бельгии, Англии, Франции; на рубеже 1850-60-х гг. в течение трёх лет преподавала в Новом Орлеане (известно, что она впервые исполнила в городе музыку Фридерика Шопена). Там же вышла замуж за французского консула графа Эжена Межана, однако этот брак быстро распался. В 1861 г. вернулась в Европу и обосновалась в Брюсселе, внеся определённый вклад в успешную рецепцию в Бельгии сочинений своего отца.